# Шерлок Холмс
Ше́рлок Холмс (англ. Sherlock Holmes МФА: [ ˈʃɜː(r)lɒk ˈhəʊmz]о файле) — литературный персонаж, частный детектив, созданный английским писателем Артуром Конаном Дойлом. Произведения Конана Дойла, написанные в период 1887—1907 годов и посвящённые приключениям Шерлока Холмса, стали классикой детективного жанра. Прототипом Холмса считается доктор Джозеф Белл, сослуживец Конана Дойла, работавший в Эдинбургском королевском госпитале и славившийся способностью по мельчайшим деталям определять характер, занятия и прошлое человека.
Шерлок Холмс, умный, благородный и справедливый борец со злом и защитник обиженных, стал всемирной культовой фигурой и персонажем фольклора. В разных странах существуют десятки посвящённых ему обществ, музеев и памятников, почитатели пишут ему письма, романисты сочиняют продолжения его приключений, а книга рекордов Гиннесса называет Холмса «самым экранизируемым литературным героем». Гилберт Честертон назвал Холмса «единственным литературным персонажем со времён Диккенса, который прочно вошёл в жизнь и язык народа, став чем-то вроде Джона Булля или Санта-Клауса».

## Произведения Артура Конана Дойла
В общей сложности Шерлок Холмс появляется в 56 рассказах и 4 повестях Артура Конана Дойла. В большинстве случаев повествование ведётся от имени лучшего друга и спутника Холмса — доктора Ватсона.
повести
- «Этюд в багровых тонах»
- «Знак четырёх»
- «Собака Баскервилей»
- «Долина ужаса»

рассказы
Собраны в следующие сборники:
- «Приключения Шерлока Холмса»
- «Воспоминания Шерлока Холмса» («Записки о Шерлоке Холмсе»)
- «Возвращение Шерлока Холмса»
- «Его прощальный поклон»
- «Архив Шерлока Холмса»

Первое произведение о знаменитом детективе, повесть «Этюд в багровых тонах», опубликовано Артуром Конаном Дойлом в 1887 году. Последний сборник, «Архив Шерлока Холмса», вышел в свет в 1927 году.
Сам Конан Дойл считал рассказы о Холмсе «лёгким чтивом» и не разделял восторга читателей. Более того, его раздражало то, что читатели предпочитают произведения о Холмсе всем остальным творениям писателя, тогда как Конан Дойл считал себя, прежде всего, автором исторического романа. В конце концов, сэр Артур решил прекратить историю сыщика, устранив популярнейшего литературного персонажа в схватке с профессором Мориарти («крёстным отцом» английской мафии, как сказали бы сейчас) у Рейхенбахского водопада.
Однако поток писем возмущённых читателей, среди которых были члены королевской семьи (по легенде, сама королева Виктория), заставили писателя «оживить» знаменитого сыщика и продолжить описание его приключений.

### Лучшие произведения
Когда к Конану Дойлу однажды обратились с просьбой перечислить лучшие рассказы о Холмсе, автор отобрал 12 произведений:
- «Союз рыжих»
- «Пёстрая лента»
- «Пять зёрнышек апельсина»
- «Пляшущие человечки»
- «Последнее дело Холмса»
- «Скандал в Богемии»
- «Пустой дом»
- «Второе пятно»
- «Дьяволова нога»
- «Случай в интернате»
- «Обряд дома Месгрейвов»
- «Рейгетские сквайры»

За ними следовали «Львиная грива» и «Знатный клиент». По другим данным, автор предпочитал «ту, которая о змее», но не помнил её названия (имеется в виду «Пёстрая лента»).

### Хронология действий в Приключениях Шерлока Холмса и доктора Джона Уотсона
| № п/п | Название                                       | Вид литературного произведения | О чём                           | Время действия              |
| 1.    | Этюд в багровых тонах.                         | Повесть                        | Убийство из мести               | Май 1847 – март 1881 г.     |
| 2.    | «Глория Скотт».                                | Рассказ                        | Шантаж                          | Осень 1875 г.               |
| 3.    | Обряд дома Месгрейвов.                         | Рассказ                        | Поиски сокровищ                 | Лето 1880 г.                |
| 4.    | Пёстрая лента.                                 | Рассказ                        | Убийство из-за наследства       | Апрель 1883 г.              |
| 5.    | Берилловая диадема.                            | Рассказ                        | Кража драгоценностей            | Февраль 188... г.           |
| 6.    | Серебряный.                                    | Рассказ                        | Обман на скачках                | Лето 188... г.              |
| 7.    | Случай с переводчиком.                         | Рассказ                        | Похищение девушки               | Лето 188... г.              |
| 8.    | Пляшущие человечки.                            | Рассказ                        | Любовь                          | Август – сентябрь 188... г. |
| 9.    | Собака Баскервилей.                            | Повесть                        | Убийство из-за наследства       | Сентябрь – ноябрь 188... г. |
| 10.   | Конец Чарльза Огастеса Милвертона.             | Рассказ                        | Шантаж                          | Зима 188... г.              |
| 11.   | Жёлтое лицо.                                   | Рассказ                        | Забота о ребёнке                | Ранняя весна 188... г.      |
| 12.   | Шесть Наполеонов.                              | Рассказ                        | Поиски сокровищ                 | Июнь 188... г.              |
| 13.   | Рейгетские сквайры.                            | Рассказ                        | Убийство                        | Апрель 1887 г.              |
| 14.   | Знак четырёх.                                  | Повесть                        | Поиски сокровищ                 | Сентябрь 1887 г.            |
| 15.   | Пять зёрнышек апельсина.                       | Рассказ                        | Ку-клукс-клан                   | Сентябрь 1887 г.            |
| 16.   | Знатный холостяк.                              | Рассказ                        | Двойной брак                    | Октябрь 1887 г.             |
| 17.   | Скандал в Богемии.                             | Рассказ                        | Компрометирующие документы      | Март 1888 г.                |
| 18.   | Установление личности.                         | Рассказ                        | Фальшивый жених                 | Март 1888 г.                |
| 19.   | Горбун.                                        | Рассказ                        | Измена                          | Июнь 1888 г.                |
| 20.   | Приключение клерка.                            | Рассказ                        | Грабёж                          | Июнь 1888 г.                |
| 21.   | Второе пятно.                                  | Рассказ                        | Похищение ценных документов     | Июль 1888 г.                |
| 22.   | Морской договор.                               | Рассказ                        | Похищение ценных документов     | Июль 1888 г.                |
| 23.   | Долина ужаса.                                  | Повесть                        | Организованная преступность     | Февраль 1875 – март 1889 г. |
| 24.   | Человек с рассеченной губой.                   | Рассказ                        | Нищий                           | Июль 1889 г.                |
| 25.   | Палец инженера.                                | Рассказ                        | Фальшивомонетчики               | Лето 1889 г.                |
| 26.   | Шерлок Холмс при смерти.                       | Рассказ                        | Попытка отравления              | Ноябрь 1889 г.              |
| 27.   | «Медные буки».                                 | Рассказ                        | Принуждение передачи наследства | Ранняя весна 1890 г.        |
| 28.   | Тайна Боскомской долины.                       | Рассказ                        | Убийство                        | Июнь 1890 г.                |
| 29.   | Исчезнувший экстренный поезд.                  | Рассказ                        | Наёмный убийца                  | Июнь – июль 1890 г.         |
| 30.   | Картонная коробка.                             | Рассказ                        | Убийство из ревности            | Август 1890 г.              |
| 31.   | Союз рыжих                                     | Рассказ                        | Попытка ограбления банка        | Октябрь 1890 г.             |
| 32.   | Постоянный пациент.                            | Рассказ                        | Убийство из мести               | Октябрь 1890 г.             |
| 33.   | Голубой карбункул.                             | Рассказ                        | Кража драгоценностей            | Декабрь 1890 г.             |
| 34.   | Последнее дело Холмса.                         | Рассказ                        | Организованная преступность     | Апрель – май 1891 г.        |
| 35.   | Пустой дом.                                    | Рассказ                        | Убийство                        | Апрель 1894 г.              |
| 36.   | В Сиреневой сторожке.                          | Рассказ                        | Месть диктатору                 | Март 1894 г.                |
| 37.   | Камень Мазарини.                               | Рассказ                        | Кража драгоценностей            | Лето 1894 г.                |
| 38.   | Подрядчик из Норвуда.                          | Рассказ                        | Финансовые махинации и месть    | Август 1894 г.              |
| 39.   | Пенсне в золотой оправе.                       | Рассказ                        | Убийство                        | Ноябрь 1894 г.              |
| 40.   | Одинокая велосипедистка.                       | Рассказ                        | Похищение девушки               | Апрель – май 1895 г.        |
| 41.   | Чёрный Питер.                                  | Рассказ                        | Убийство                        | Июль 1895 г.                |
| 42.   | Три студента.                                  | Рассказ                        | Подготовка к экзаменам          | 1895 г.                     |
| 43.   | Чертежи Брюса-Партингтона.                     | Рассказ                        | Похищение ценных документов     | Ноябрь 1895 г.              |
| 44.   | История жилички под вуалью.                    | Рассказ                        | Убийство                        | 1896 г.                     |
| 45.   | Благотворительная ярмарка.                     | Рассказ                        | Коллекция                       | 189... г.                   |
| 46.   | Человек с часами.                              | Рассказ                        | Убийство                        | Март 1892 – 1897 г.         |
| 47.   | Пропавший регбист.                             | Рассказ                        | Исчезновение спортсмена         | Зима 1897 г.                |
| 48.   | Алое кольцо.                                   | Рассказ                        | Карбонарии                      | Зима 1897 г.                |
| 49.   | Убийство в Эбби-Грейндж.                       | Рассказ                        | Убийство и любовь               | Зима 1897 г.                |
| 50.   | Дьяволова нога.                                | Рассказ                        | Убийство                        | Март 1897 г.                |
| 51.   | Исчезновение леди Френсис Карфэкс.             | Рассказ                        | Похищение женщины               | После 1898 г.               |
| 52.   | Москательщик на покое.                         | Рассказ                        | Убийство                        | 1899 г.                     |
| 53.   | Случай в интернате.                            | Рассказ                        | Похищение юноши                 | Май после 1900 г.           |
| 54.   | Загадка Торского моста.                        | Рассказ                        | Самоубийство                    | Октябрь 1... г.             |
| 55.   | Три Гарридеба.                                 | Рассказ                        | Фальшивомонетчики               | Июнь 1902 г.                |
| 56.   | Знатный клиент.                                | Рассказ                        | Обман женщин                    | Сентябрь 1902 г.            |
| 57.   | Человек с побелевшим лицом. (Побелевший воин.) | Рассказ                        | Проказа                         | Январь 1903 г.              |
| 58.   | Человек на четвереньках.                       | Рассказ                        | Странное поведение              | Сентябрь 1903 г.            |
| 59.   | Вампир в Суссексе.                             | Рассказ                        | Зависть                         | Ноябрь 1... г.              |
| 60.   | Происшествие на вилле «Три конька».            | Рассказ                        | Любовь                          | 1... г.                     |
| 61.   | Как Ватсон учился делать «фокусы».             | Рассказ                        | Дедукция                        | 1... г.                     |
| 62.   | Загадка поместья Шоскомб.                      | Рассказ                        | Утаивание смерти                | Май 1... г.                 |
| 63.   | Львиная грива.                                 | Рассказ                        | Цианея                          | Июль 1907 г.                |
| 64.   | Его прощальный поклон.                         | Рассказ                        | Шпионаж                         | Август 1914 г.              |

## История создания персонажа

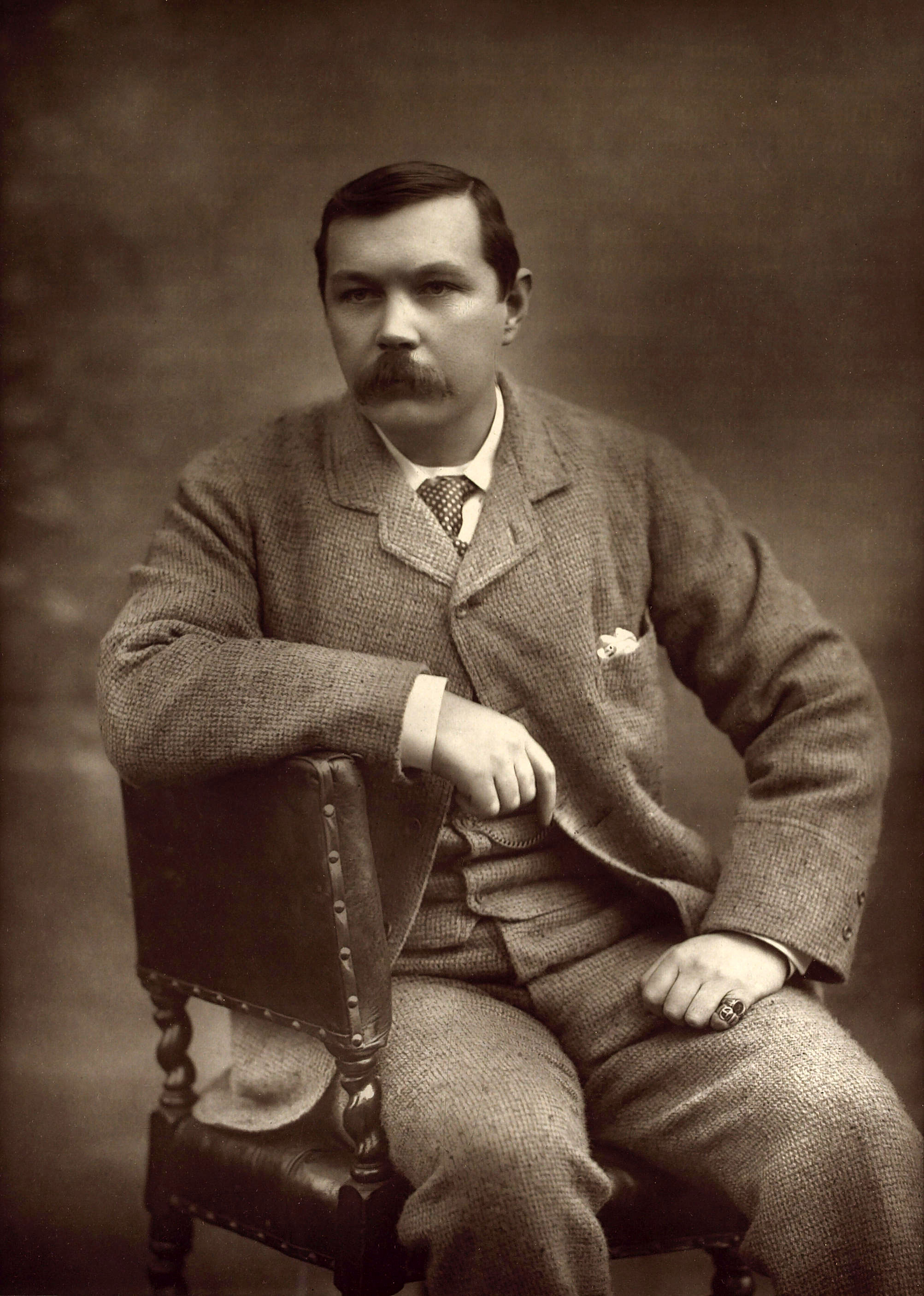
Артур Конан Дойл в 1893 г.

Во второй половине XIX века родился и достиг огромной популярности жанр детектива. Начало ему положил классический рассказ Эдгара По «Убийство на улице Морг» (1841), далее детективные сюжеты широко использовали Чарльз Диккенс, Эмиль Габорио, Уилки Коллинз и многие другие писатели. В многочисленных романах умелые и проницательные сыщики разоблачали хитроумных преступников, при этом образ сыщика был, как правило, довольно схематичен.
Конан Дойл, в отличие от предшественников, решил создать яркий образ сыщика, благородного и справедливого, который вызывал бы не только уважение, но и симпатию читателей. Прототипом стал доктор Джозеф Белл, которым Дойл восхищался за сверхъестественное умение по мелким и малозаметным деталям сделать далеко идущие выводы о человеке.

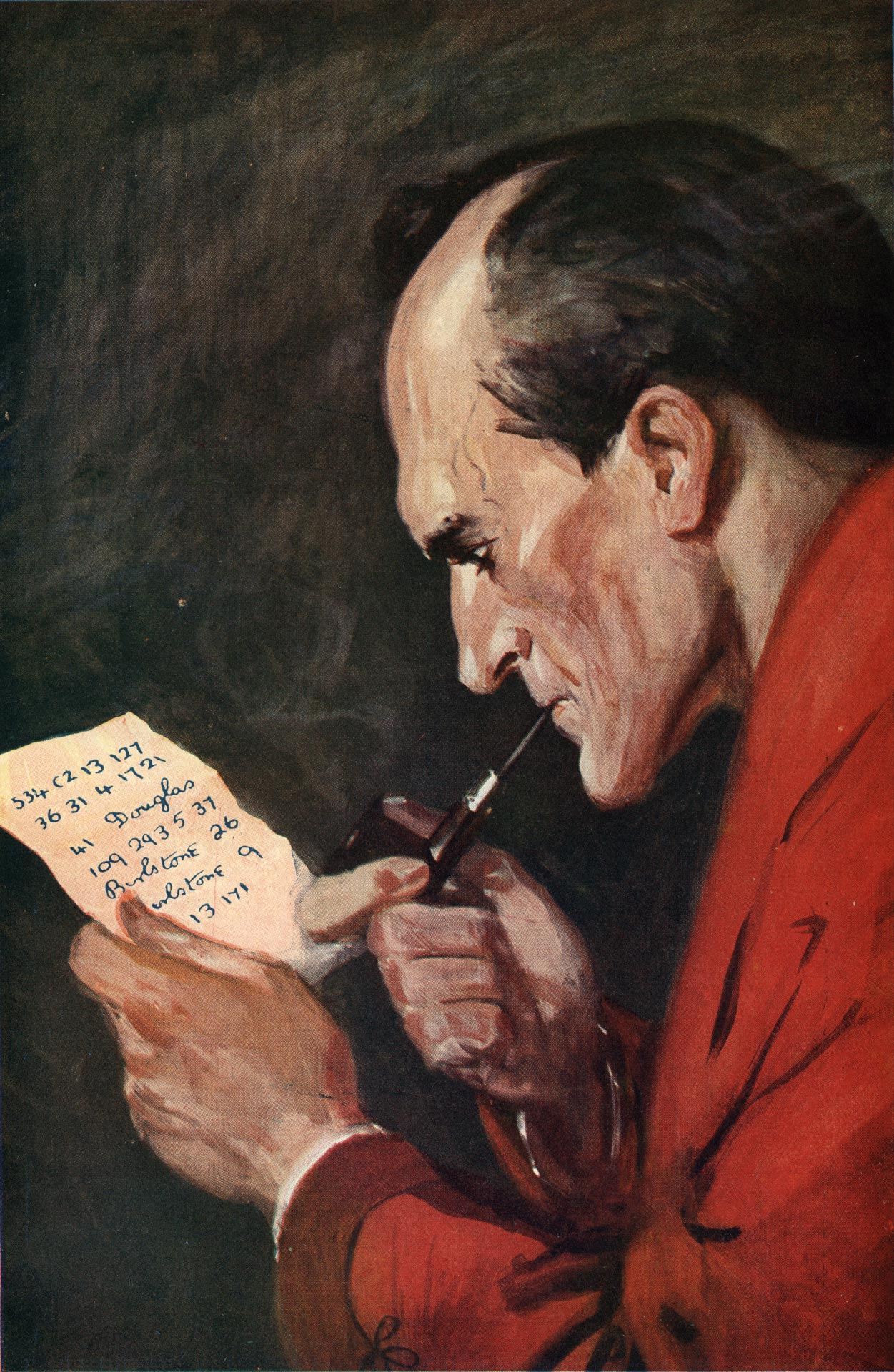
Шерлок Холмс. Журнал «Strand», 1914 г., «Долина ужаса»

Первые наброски нового романа Дойл занёс в свой блокнот в 1886 году. Перебрав кучу вариантов, он решил дать сыщику распространённую в Англии фамилию Холмс и не очень распространённое имя Шеррингфорд (сначала был вариант «Шеррингтон»). В более поздних записях «Шеррингфорд» было заменено на «Шерлок», хотя это слово в Великобритании используется почти исключительно в качестве фамилии, а не имени (то же верно и для имени брата Холмса, Майкрофта). Установлено, что Дойл всегда интересовался криминальными новостями, а в лондонских газетах 1880-х годов упоминается инспектор полиции Уильям Шерлок, известный своими расследованиями. Историки нашли среди знакомых Дойла несколько знакомых по фамилии Шерлок, известна также улица Шерлок-стрит в пригороде Бирмингема, где Конан Дойл некоторое время работал.
Верный друг сыщика первоначально носил вычурное имя Ормонд Сэкер, в окончательном варианте он стал прозаичным Джоном Ватсоном. Писатель поселил своих героев в центре Лондона, на улице Бейкер-стрит, 221-b (где номер с буквой обозначает квартиру на втором этаже дома 221 с отдельным входом); в действительности же дома с номером 221 на Бейкер-стрит до недавнего времени не существовало.
Первую повесть о Холмсе («Этюд в багровых тонах») Дойл закончил в 1886 году, но долгое время ни один издатель не желал её напечатать, возможно, потому, что рынок был перенасыщен детективами. Только в 1887 году писателю удалось добиться публикации, но лишь ценой уступки авторских прав издательству (которое впоследствии получило огромную прибыль на монопольных переизданиях). Критики сдержанно похвалили молодого и малоизвестного тогда автора. В 1890 году, одновременно в Англии и США, была опубликована вторая повесть о Холмсе — «Знак четырёх», и она произвела сенсацию. Вскоре популярность Холмса достигла невиданных высот, читатели и журнал «Strand» требовали от Дойла всё новых и новых рассказов о приключениях благородного сыщика. Тираж «Strand» увеличился с двухсот до пятисот тысяч экземпляров в месяц, Конан Дойл был самым популярным автором журнала и получал невиданный гонорар — 50 фунтов за рассказ. Именно рассказы о Холмсе позволили Конану Дойлу в 1891 году оставить свою малоуспешную лондонскую практику врача-офтальмолога и всецело сосредоточиться на литературной деятельности. Попытка Дойла в 1893 году изобразить героическую гибель Холмса (рассказ «Последнее дело Холмса») и переключиться на более привлекавшие его исторические романы натолкнулась на столь мощное противодействие поклонников, что писателю пришлось воскресить своего героя.

## Биография

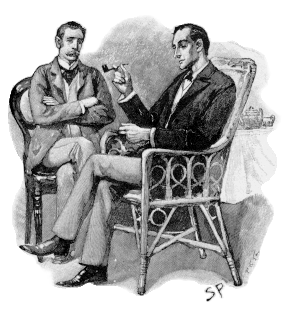
Шерлок Холмс (справа) и доктор Ватсон. Иллюстрация Сидни Пэджета (1893 г.) к рассказу «Случай с переводчиком»

При описании Ватсоном первой встречи с Холмсом в повести «Этюд в багровых тонах» рассказчик мимоходом кратко и весьма неконкретно упоминает о возрасте Шерлока:

 В этой высокой комнате на полках и где попало поблескивали бесчисленные бутыли и пузырьки. Всюду стояли низкие широкие столы, густо уставленные ретортами, пробирками и бунзеновскими горелками с трепещущими язычками синего пламени. Лаборатория пустовала, и лишь в дальнем углу, пригнувшись к столу, с чем-то сосредоточенно возился какой-то молодой человек. Услышав наши шаги, он оглянулся и вскочил с места.
— «Этюд в багровых тонах»
Сам Артур Конан Дойл в своих произведениях никогда не сообщал о дате рождения Шерлока Холмса. Поклонниками творчества Конана Дойла предпринимались попытки установить более точную дату рождения литературного героя. В частности, высказывалось предположение о дате 6 января. Дата была рассчитана на основании сопоставления отрывочной информации из произведений Конана Дойла и астрологических изысканий. В пользу этой версии приводится тот аргумент, что в рассказах о Шерлоке Холмсе часто встречаются цитаты из Шекспира, но дважды была процитирована только пьеса «Двенадцатая ночь», а значит, сыщик родился 6 января — в двенадцатую ночь после Рождества. Также 7 января начинается действие повести «Долина ужаса». На первых страницах Холмс пребывает в дурном настроении, что можно объяснить похмельем после празднования дня рождения.
В качестве года рождения большинство исследователей холмсианы сходятся на 1854 (по рассказу «Его прощальный поклон», действие которого происходит в 1914 году, а Холмсу около 60 лет).
Хотя дата стопроцентно не подтверждается, именно 6 января 1854 года указано на официальном сайте Музея Шерлока Холмса в Лондоне в качестве дня рождения великого сыщика.

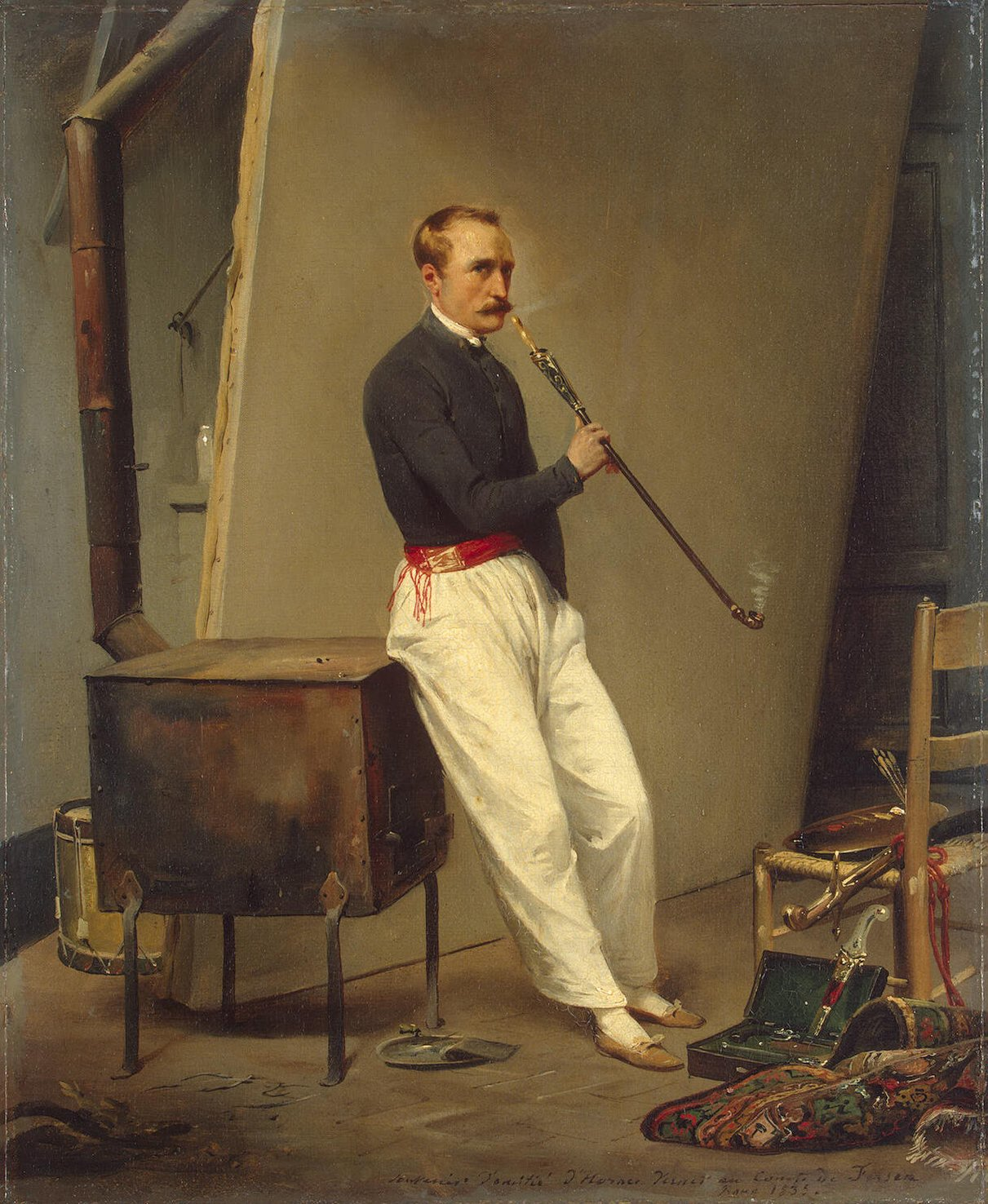
Автопортрет Ораса Верне (1835)

О предках Шерлока Холмса мало что известно. В рассказе «Случай с переводчиком» Холмс рассказывает: 
Предки мои были захолустными помещиками и жили, наверное, точно такою жизнью, какая естественна для их сословия.
 Там же Холмс упоминает, что его бабушка была сестрой французского художника Верне. Вероятно, имеется в виду Орас Верне (1789—1863). В этом же произведении впервые появляется брат Шерлока Холмса, Майкрофт Холмс, который старше его на семь лет и занимает значимый пост в правительстве Великобритании, связанный с аналитической работой (конкретная должность Майкрофта не раскрывается). Также в «Подрядчике из Норвуда» упоминается молодой врач Вернер, дальний родственник Холмса, который купил докторскую практику Ватсона в Кенсингтоне. О других родственниках Холмса упоминаний нет. Бабушка — француженка, что говорит о частичном французском происхождении Холмса.
Ключевые даты жизни Шерлока Холмса:
- Первое дело (рассказ о нём называется «Глория Скотт») Шерлок Холмс раскрыл во время летних каникул в колледже (в котором учился 2 года), предположительно в 1875 году.
- В 1881 году Холмс знакомится с доктором Джоном Ватсоном (если принять датой рождения Холмса 1854 год, то на этот момент ему около 27 лет). Он, по всей видимости, не богат, так как ищет компаньона для совместного съёма квартиры. Тогда же они с Ватсоном переезжают на Бейкер-стрит, дом 221-б (221b Baker Street), где совместно снимают квартиру у миссис Хадсон. В рассказе «Глория Скотт» мы узнаём кое-что о прошлом Холмса, о том, что сподвигло его стать детективом: отец однокурсника Холмса был восхищён его дедуктивными способностями.
- В 1888 году Ватсон женится и съезжает с квартиры на Бейкер-стрит. Холмс продолжает снимать квартиру у миссис Хадсон уже один.
- В 1891 году разворачивается действие рассказа «Последнее дело Холмса». После схватки с профессором Мориарти Холмс пропадает без вести. Ватсон (и вместе с ним практически вся английская общественность) уверен в гибели Холмса.
- Почти три года, с мая 1891 по весну 1894 года Холмс находился «в бегах». Этот период получил в шерлокиане название «Великий пробел» (The Great Hiatus)[20]. Выжив в единоборстве на краю водопада, пешком и без денег, он преодолел альпийские горы и добрался до Флоренции. Там Холмс связался с братом и получил от него денежные средства. Затем Холмс путешествовал два года по Тибету, где посетил Лхасу и провёл несколько дней у далай-ламы (возможно, Холмс опубликовал свои записки об этом путешествии под именем норвежца Сигерсона). Затем объехал всю Персию, он заглянул в Мекку (очевидно, используя актёрские навыки, так как, согласно законам ислама, посещение Мекки и Медины иноверцами исключается) и побывал с визитом у калифа в Хартуме (о чём представил отчёт министру иностранных дел Великобритании). Вернувшись в Европу, Холмс провёл несколько месяцев на юге Франции, в Монпелье, где занимался исследованиями веществ, получаемых из каменноугольной смолы.
- В 1894 году Холмс неожиданно объявляется в Лондоне. После ликвидации остатков преступной группы Мориарти Шерлок Холмс снова поселяется на Бейкер-стрит. Туда же переезжает овдовевший к тому времени доктор Ватсон.
- В 1904 году Холмс уходит от дел и уезжает из Лондона в юго-восточную Англию, в графство Суссекс, где занимается разведением пчёл. В коротком предисловии к сборнику «Его прощальный поклон» (1917), написанном от лица Ватсона, сообщается, что его небольшая ферма находилась в пяти милях от Истборна и что Холмсу даже после ухода от дел поступали предложения заняться расследованиями, которые тот отклонял (однако в рассказе «Львиная грива» Холмс всё же расследует происшествие уже после ухода на покой).
- К 1914 году относится последнее описанное дело Холмса (рассказ «Его прощальный поклон»). Холмсу здесь около 60 лет («Ему можно было дать лет шестьдесят»). О дальнейшей судьбе Шерлока Холмса Конан Дойл упоминает несколько раз. В том же предисловии говорится, что Холмс жив и здоров (хотя и страдает время от времени от приступов ревматизма), а из рассказа «Дьяволова нога» следует, что доктор Ватсон получил от Холмса телеграмму с предложением написать о «Корнуэлльском ужасе» в 1917 году. Следовательно, Первую мировую оба друга пережили благополучно, хотя и живут порознь. Далее в рассказе «Человек на четвереньках» Ватсон опять косвенно намекает на дату опубликования этого дела для широкой общественности и о судьбе Холмса:

Мистер Шерлок Холмс всегда придерживался того мнения, что мне следует опубликовать поразительные факты, связанные с делом профессора Пресбери, для того хотя бы, чтобы раз и навсегда положить конец тёмным слухам, которые лет двадцать назад всколыхнули университет и до сих пор повторялись на все лады в лондонских научных кругах. По тем или иным причинам, однако, я был долго лишен такой возможности, и подлинная история этого любопытного происшествия так и оставалась погребенной на дне сейфа вместе с многими и многими записями о приключениях моего друга. И вот мы, наконец, получили разрешение предать гласности обстоятельства этого дела, одного из самых последних, которые расследовал Холмс перед тем, как оставить практику…. Как-то воскресным вечером, в начале сентября 1903 года…
Ватсон говорит «мы получили», подразумевая себя и Холмса; если действия героя рассказа, профессора Пресбери, волновали научные круги в 1903 году, и это было «лет двадцать назад», то можно сделать вывод, что и Холмс, и Ватсон были живы в 1923 году.

## Личность
При первой встрече с Шерлоком Холмсом («Этюд в багровых тонах») доктор Ватсон описывает великого сыщика как высокого худого молодого человека:
Ростом он был больше шести футов, но при своей необычайной худобе казался ещё выше. Взгляд у него был острый, пронизывающий, если не считать тех периодов оцепенения, о которых говорилось выше; тонкий орлиный нос придавал его лицу выражение живой энергии и решимости. Квадратный, чуть выступающий вперед подбородок тоже говорил о решительном характере.
В рассказе «Три студента» Холмс, рассказывая о себе, говорит: «Во мне шесть футов, и я, только поднявшись на цыпочки, увидел стол». Шесть футов — это 183 см.
Из рассказа «Загадка Торского моста» становится известен цвет глаз Холмса:
Он уселся на каменный парапет моста, и я заметил, что его живые серые глаза вопросительно оглядывают всё вокруг.
По образованию Шерлок Холмс, видимо, биохимик. На момент знакомства с Ватсоном работал лаборантом в одной из лондонских больниц — об этом говорится в начале «Этюда в багровых тонах». «Один малый, который работает в химической лаборатории при нашей больнице… По-моему, он отлично знает анатомию, и химик он первоклассный, но, кажется, медицину никогда не изучал систематически». Ни в одном из последующих произведений о работе Холмса в качестве фельдшера-лаборанта не упоминается. Равно, как и автор больше не говорит о какой бы то ни было иной, помимо частного сыска, работе своего главного героя.
Холмс — многогранная личность. Обладая разносторонними талантами, он посвятил свою жизнь карьере частного детектива. Расследуя дела, которыми снабжают его клиенты, он опирается не столько на букву закона, сколько на свои жизненные принципы, правила чести, которые в ряде случаев заменяют ему параграфы бюрократических норм. Неоднократно Холмс позволял людям, по его мнению, оправданно совершавшим преступление, избежать наказания. Холмс в принципе не меркантилен, его в первую очередь занимает работа. За свой труд по раскрытию преступлений Шерлок Холмс берёт справедливое вознаграждение, но если его очередной клиент беден, может взять плату символически или вообще отказаться от неё. Также Холмс часто жалуется Ватсону, что преступники перевелись, настоящих преступлений не осталось, и он (Холмс) должен сидеть без работы.
Холмс — житель викторианской Англии, лондонец, великолепно знающий свой город. Его можно считать домоседом, и он выезжает за пределы города (страны) только в случае крайней необходимости. Многие дела Холмс разгадывает, не выходя из гостиной миссис Хадсон, называя их «делами на одну трубку».
В быту Холмс имеет устойчивые привычки. Он неприхотлив и практически безразличен к удобствам, совершенно равнодушен к роскоши. Его нельзя назвать рассеянным, но он несколько равнодушен к порядку в комнате и аккуратности в обращении с вещами. Например, проводит рискованные химические эксперименты в своей квартире, нередко наполняя её удушливыми или зловонными парами, или тренируется в стрельбе, выбивает выстрелами вензель королевы Виктории на стене комнаты. Ватсон упоминает, что беспорядок в вещах является «милым сердцу Холмса». Вместе с тем, в повести «Собака Баскервиллей» Ватсон упоминает и о «поистине кошачьей чистоплотности» Холмса — даже живя в пещере, сыщик «был гладко выбрит, а на его рубашке не было ни пятнышка».
Холмс — убеждённый холостяк, ни разу, по его словам, не испытавший ни к кому романтических чувств. Неоднократно заявляет, что вообще не любит женщин, хотя неизменно вежлив с ними и готов помочь. Только один раз в жизни Холмс был не то чтобы влюблён, но проникся большим уважением к некой Ирэн Адлер, героине рассказа «Скандал в Богемии». Также в рассказе «Дьяволова нога» он заявляет, что если бы был женат и его любимая умерла бы мучительной смертью, то сам расправился бы с убийцей, не передавая его суду.
Холмс курит крепкий табак и в ряде рассказов предстаёт как одержимый и сильно зависимый от табака курильщик, более озабоченный получением дозы никотина, чем изысками в этой области. Иногда, особенно в случае высоких умственных нагрузок, Холмс курит, практически не останавливаясь: 

...я вошёл в комнату и перепугался: не пожар ли у нас? — из-за того что через дым едва брезжил свет лампы...
— «Собака Баскервилей»
Связь образа Шерлока Холмса с трубкой справедлива лишь отчасти. Трубочные табаки он, в первую очередь, ценил за крепость, невзирая на их дешевизну и грубость. То, что он курил сильно изогнутые трубки — позднейший миф, порождённый художниками-иллюстраторами. В ряде произведений (например, «Конец Чарльза Огастеса Милвертона», «Последнее дело Холмса», «Пустой дом», «Пенсне в золотой оправе») Холмс охотно курит сигары и папиросы.
В повести «Этюд в багровых тонах» доктор Ватсон заявляет, что Холмс не употребляет наркотики, но в «Знаке четырёх» мы видим его употребляющим кокаин внутривенно. Шерлок Холмс употреблял наркотики лишь при полном отсутствии интересных преступлений: 

«Мой мозг бунтует против безделья. Дайте мне дело! Дайте мне сложнейшую проблему, неразрешимую задачу, запутаннейший случай — и я забуду про искусственные стимуляторы».— «Знак четырёх»
 Причём к 1898 году (это как раз предполагаемое время действия «Ужаса над Лондоном» — рукописи из «Завещания Шерлока Холмса») Шерлок уже избавился от этой скверной привычки, о чём нам и поведал неутомимый доктор Ватсон в рассказе «Пропавший регбист».
Об отношениях Холмса с алкоголем сложно сказать что-то определённое, хотя строгим трезвенником он явно не является.

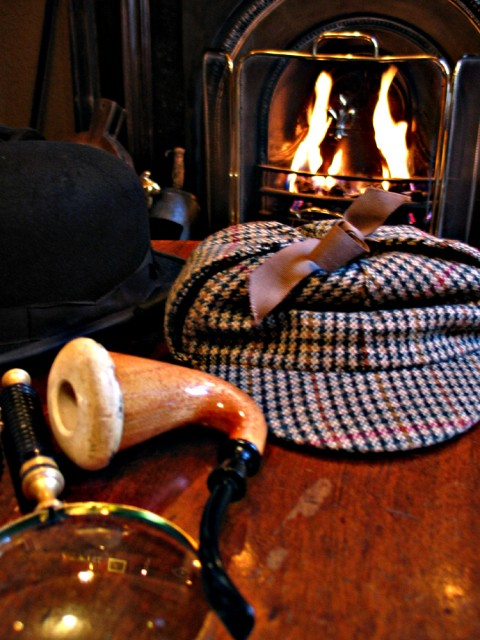
Шляпа вместе с другими предметами, которые обычно ассоциируются с Шерлоком Холмсом

Про знаменитую шляпу охотника за оленями с двумя козырьками (англ. Deerstalker), которая теперь иногда называется «шляпа Шерлока Холмса», ничего не написано в текстах Конана Дойла, её придумал первый иллюстратор рассказов о Холмсе Сидни Пэджет, который сам во время загородного отдыха носил похожий головной убор. В то время такую шляпу носили только в сельской местности. В городе Холмс носит обычную шляпу с полями.
Холмс в принципе не тщеславен, и в большинстве случаев благодарность за раскрытое преступление его мало интересует: 

— Как несправедливо распределился выигрыш! [...] Всё в этом деле сделано вами. Но жену получил я. А слава вся достанется Джонсу. Что же остаётся вам?

— Мне? — сказал Холмс. — А мне — ампула с кокаином.
— «Знак четырёх»
Хотя в ряде случаев Холмс выражает свою досаду по поводу такого положения вещей:

— Но ведь, наверное, нельзя терять ни секунды, — встревожился я. — Пойти позвать кэб?

— А я не уверен, поеду я или нет. Я же лентяй, каких свет не видел, то есть, конечно, когда на меня нападёт лень, а вообще-то могу быть и проворным.

— Вы же мечтали о таком случае!

— Дорогой мой, да что мне за смысл? Предположим, я распутаю это дело — ведь всё равно Грегсон, Лестрейд и компания прикарманят всю славу. Такова участь лица неофициального.
— «Этюд в багровых тонах»
Однако он довольно ревностно относится к сравнению своего таланта сыщика с другими европейскими детективами.

— Считая вас вторым по величине европейским экспертом...

— Вот как, сэр! Разрешите полюбопытствовать, кто имеет честь быть первым? — довольно резким тоном спросил Холмс.

— Труды господина Бертильона внушают большое уважение людям с научным складом мышления.

— «Собака Баскервилей»
Это двоякое отношение к признанию своего таланта отмечается и в случаях с официальными наградами: если в 1894 году Холмс принимает от президента Франции орден Почётного легиона («Пенсне в золотой оправе»), то в 1902 году он отказывается принять пожалованный ему дворянский титул («Три Гарридеба»).
Холмс предпочитает принимать клиентов у себя дома. В ряде рассказов можно видеть, что даже очень состоятельные клиенты, особы королевской крови («Скандал в Богемии») и сам премьер-министр Великобритании («Второе пятно») приходят лично к нему на приём. Холмс — театрал, любит обедать в ресторане «Симпсонс» (престижнейшее место Лондона). Отлично разбирается в опере и, видимо, знает итальянский язык:

— Ваш шифр несложен, сударыня. Вы нужны нам здесь. Я был уверен, что стоит мне подать знак Vieni (ит. «приходи») — и вы обязательно придёте.
— «Алое кольцо»
Вероятно также, что Холмс на практическом уровне знаком и с другими европейскими языками:

Большое «G» с маленьким «t»—это сокращение «Gesellschaft», что по-немецки означает «компания». Это обычное сокращение, как наше «К°». «Р», конечно, означает «Papier», бумага. <...> А человек, написавший записку, немец. Вы замечаете странное построение фразы: «Такой отзыв о вас мы со всех сторон получали»? Француз или русский не мог бы так написать. Только немцы так бесцеремонно обращаются со своими глаголами.
— «Скандал в Богемии»

Холмс пожал плечами:
— Пожалуй, я действительно приношу кое-какую пользу. «L’homme c’est rien — I’oeuvre c’est tout», как выразился Гюстав Флобер в письме к Жорж Санд.
— «Союз рыжих»

## Оружие и боевые искусства
- Револьвер. И у Холмса, и у Ватсона имеются личные револьверы. Холмс явно хорошо стреляет, о чём говорит, в частности, знаменитый эпизод из рассказа «Обряд дома Месгрейвов», где он выстрелами изображает на стене монограмму королевы Виктории. У Ватсона есть служебный револьвер (который всегда лежит в ящике), но говорится об этом лишь в 8 рассказах. Так, в «Чертежах Брюса-Партингтона» Холмс просит его прийти на Глостер-роуд и взять с собой ломик, закрытый фонарь, стамеску и револьвер.
- Трость. Холмс, будучи почтенным джентльменом, почти всегда ходит с тростью. Описываемый Ватсоном как специалист в фехтовании, он дважды использует её как оружие. В рассказе «Пёстрая лента» он применяет трость, чтобы отогнать ядовитую змею.
- Шпага. В повести «Этюд в багровых тонах» Ватсон описывает Холмса как человека, прекрасно владеющего шпагой, несмотря на то, что в рассказах он её никогда не использовал. Впрочем, шпага упоминается в рассказе «Глория Скотт», где Холмс упражняется в фехтовании.
- Хлыст. В некоторых рассказах Холмс появляется вооружённый хлыстом. В «Шести Наполеонах» хлыст даже назван любимым оружием Холмса и упомянуто, что хлыст был дополнительно утяжелён при помощи свинца, налитого в рукоять. Чуть позже в этом же рассказе Холмс разбивает хлыстом последний бюст Наполеона. В «Союзе рыжих» он с помощью хлыста выхватывает пистолет из рук Джона Клея — приём, требующий виртуозного владения хлыстом. Кроме того, в рассказе «Установление личности» Холмс намеревался задать взбучку мошеннику с помощью хлыста, висевшего на стене гостиной.
- Рукопашный бой. Ватсон описывает Холмса как хорошего боксёра. В «Знаке четырёх» указывается, что Холмс являлся боксёром и выступал на соревнованиях:

— Да нет же, Мак-Мурдо, знаете! — вдруг добродушно проговорил Шерлок Холмс. — Я не думаю, чтобы вы забыли меня. Помните любителя-боксёра, с которым вы провели три раунда на ринге Алисона в день вашего бенефиса четыре года назад? 
<...> 
— Уж не мистера ли Шерлока Холмса я вижу?! — воскликнул боксёр. — А ведь он самый и есть! Как это я сразу вас не узнал? Вы не стояли бы здесь таким тихоней, а нанесли бы мне ваш знаменитый встречный удар в челюсть — я бы тогда сразу узнал вас. Э-э, да что говорить! Вы — из тех, кто зарывает таланты в землю. А то бы далеко пошли, если бы захотели!
Холмс часто использует навыки рукопашного боя в борьбе с противниками и всегда выходит победителем.
В рассказе «Влиятельный клиент» Холмс в одиночку и без оружия противостоит двоим вооружённым дубинками преступникам и отделывается незначительными повреждениями. В рассказе «Последнее дело Холмса» сыщик также описывает случай самообороны от «какого-то негодяя с дубинкой».
В рассказе «Морской договор» безоружный Холмс успешно противостоит преступнику, вооружённому ножом:

Я не представлял себе, что господин Джозеф может оказаться таким злобным. Он бросился на меня с ножом, и мне пришлось дважды сбить его с ног и порезаться о его нож, прежде чем я взял верх. Хоть он и смотрел на меня «убийственным» взглядом единственного глаза, который ещё мог открыть после того, как кончилась потасовка, но уговорам моим всё-таки внял и документ отдал.
В рассказе «Пустой дом» Холмс описывает Ватсону свою схватку с профессором Мориарти, в результате которой с помощью некоей японской борьбы под названием «баритсу» он отправил «Наполеона преступного мира» в пучины Рейхенбахского водопада. Холмс утверждал также, что умение драться в стиле «баритсу» не раз выручало его в жизни. Интересно, что в реальности японского боевого искусства с таким названием никогда не существовало, однако во времена Конана Дойла некий Эдвард Уильям Бартон-Райт давал в Лондоне уроки борьбы под названием «бартитсу», которая была тогда весьма популярна как европеизированный вариант джиу-джитсу. Конан Дойл либо просто ошибся в названии, либо же исказил его специально, как и некоторые другие реальные события и элементы жизни в викторианской Англии.

## Знания и навыки
Холмс утверждает, что в раскрытии преступлений ему помогает строгое соблюдение научных методов, особое внимание к логике, внимательности и дедукции. Однако в ряде случаев он демонстрирует представления, почерпнутые из устаревших к настоящему времени теорий. Так, в рассказе «Голубой карбункул» высказывает предположение, что человек, который носит шляпу большого размера, обладает развитым интеллектом:
Холмс нахлобучил шляпу себе на голову. Шляпа закрыла его лоб и уперлась в переносицу.
— Видите, какой размер! — сказал он. — Не может же быть совершенно пустым такой большой череп.
В «Этюде в багровых тонах» он утверждает, что не держит в памяти ничего бесполезного для его профессиональной деятельности. Услышав от Ватсона, что Земля вращается вокруг Солнца, он заявляет, что не знает об этом, поскольку подобные сведения неважны в его работе, и он постарается поскорее забыть этот новый для него факт. Холмс считает, что человеческий мозг имеет ограниченную ёмкость для хранения информации, и обучение бесполезным вещам сократит его способность к изучению полезных. Доктор Ватсон впоследствии оценивает способности Холмса таким образом:
1. Знания в области литературы — никаких.
2. Философии — никаких.
3. Астрономии — никаких.
4. Политики — слабые.
5. Ботаники — неравномерные. Знает свойства белладонны, опиума и ядов вообще. Не имеет понятия о садоводстве.
6. Геологии — практические, но ограниченные. С первого взгляда определяет образцы различных почв. После прогулок показывает брызги грязи на брюках и по их цвету и консистенции определяет, из какой она части Лондона.
7. Химии — глубокие.
8. Анатомии — точные, но бессистемные.
9. Уголовной хроники — огромные, знает, кажется, все подробности каждого преступления, совершённого в девятнадцатом веке.
10. Хорошо играет на скрипке.
11. Отлично фехтует на шпагах и эспадронах, прекрасный боксёр.
12. Основательные практические знания английских законов.[24]

Однако в конце повести «Этюд в багровых тонах» оказывается, что Холмс знает латынь и не нуждается в переводе эпиграммы в оригинале, хотя знание языка имеет сомнительную ценность в детективном деле, разве что традиционно связано с анатомией. Позже в рассказах Холмс полностью противоречит тому, что писал о нём Ватсон в самом начале. Несмотря на его равнодушие к политике, в рассказе «Скандал в Богемии» он немедленно признаёт личность предполагаемого графа фон Крамма, а в рассказе «Второе пятно» мгновенно догадывается о том, какой именно монарх Европы написал опрометчивое письмо, исчезновение которого грозит крупными международными осложнениями; что касается несенсационной литературы, его речь изобилует ссылками на Библию, Шекспира, Гёте, он упоминает даже Хафиза.
Кроме того, в рассказе «Чертежи Брюса-Партингтона» Ватсон сообщает, что в ноябре 1895 года Холмс увлёкся монографией «Музыка средневековья», — самая эзотерическая область, которая должна была бы забить огромным количеством информации его изощрённый ум и которая не имела абсолютно никакого отношения к борьбе с преступностью, но его знания монографии были настолько велики, что это стало последней каплей при установлении его личности. Чуть позже Холмс заявляет, что не хочет знать ничего, если это не имеет отношения к его профессии, а во второй главе повести «Долина ужаса» утверждает, что «любые знания полезны для детектива», и ближе к концу рассказа «Львиная грива» описывает себя как «неразборчивого читателя с невероятно цепкой памятью на мелкие детали». В рассказе «Дьяволова нога» говорится об увлечении Холмса исторической лингвистикой:
Холмс заинтересовался также древним корнуэльским языком и, если мне не изменяет память, предполагал, что он сродни халдейскому и в значительной мере заимствован у финикийских купцов, приезжавших сюда за оловом. Он выписал кучу книг по филологии и засел было за развитие своей теории, как вдруг, к моему глубокому сожалению и его нескрываемому восторгу, мы оказались втянутыми в тайну…
Холмс также отличный криптоаналитик. Он говорил Ватсону: «Я отлично знаком со всеми видами шифрования, также я написал статью, в которой проанализировал 160 шифров». Один из шифров он разгадывает с помощью частотного анализа в рассказе «Пляшущие человечки».
Исследует доказательства как с научной точки зрения, так и с предметной. Чтобы определить ход преступления, часто исследует отпечатки, следы, дорожки от шин («Этюд в багровых тонах», «Серебряный», «Случай в интернате», «Собака Баскервилей», «Тайна Боскомской долины»), окурки, остатки пепла («Постоянный пациент», «Собака Баскервилей», «Этюд в багровых тонах»), сравнение писем («Установление личности», «Рейгетские сквайры»), остатки пороха («Рейгетские сквайры»), распознавание пуль («Пустой дом») и даже отпечатки пальцев, оставленные много дней назад («Подрядчик из Норвуда»). Холмс также демонстрирует знание психологии («Скандал в Богемии»), заманивая Ирэн Адлер в ловушку и справедливо предполагая, что в случае пожара незамужняя бездетная женщина бросится спасать самое дорогое (в рассказе — фотографию), а замужняя женщина, мать семейства, бросится спасать прежде всего своего ребёнка.
По каким-то соображениям Холмс удаляется в Суссекс, чтобы заняться пчеловодством («Второе пятно»), там же он пишет книгу «Практическое руководство по разведению пчёл» («Его прощальный поклон»). Как один из способов релаксации может также рассматриваться его любовь к музыке: к примеру, в рассказе «Союз рыжих» он берёт вечер, свободный от участия в деле, чтобы послушать, как Пабло де Сарасате играет на скрипке.
Также он очень любит вокальную музыку («Алое кольцо») и сам очень хорошо играет на скрипке:

...Я знал, что он может исполнять скрипичные пьесы, и довольно трудные: не раз по моей просьбе он играл «Песни» Мендельсона и другие любимые мною вещи... — «Этюд в багровых тонах»
Хотя Холмс и предстаёт как образец стальной выдержки и ледяного спокойствия, всё же ему не чужды эмоции. Трудно складывающееся расследование или откровенная неудача снимают маску безразличия с его лица:

...Холмс вскочил со стула.
— Хватайте его сзади, Ватсон! Не выпускайте из комнаты! Сейчас, сэр, мы посмотрим содержимое вашей записной книжки... — «Конец Чарльза Огастеса Милвертона»

...Вернулся мой друг поздно вечером, и его потемневшее, расстроенное лицо яснее всяких слов сказало мне, что от утренних его надежд не осталось и следа. С час он играл на скрипке, стараясь успокоиться... — «Подрядчик из Норвуда»

...Да, стоило получить рану, и даже не одну, чтобы узнать глубину заботливости и любви, скрывавшейся за холодной маской моего друга. Ясный, жёсткий взгляд его на мгновение затуманился, твёрдые губы задрожали. На один-единственный миг я ощутил, что это не только великий мозг, но и великое сердце... — «Три Гарридеба»

## Метод Шерлока Холмса

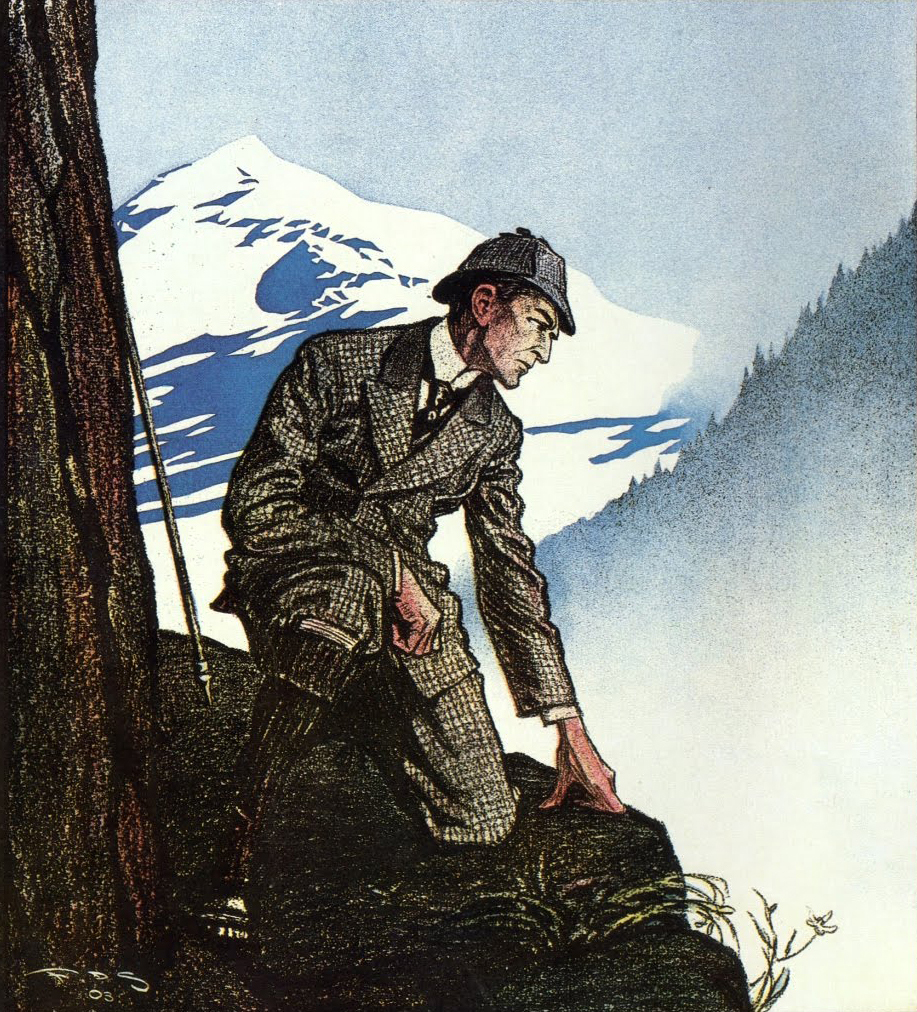
Шерлок Холмс. Иллюстрация к изданию 1903 года, художник Фредерик Дорр Стил

### Дедуктивный метод
1. На основе всех фактов и улик строится полная картина преступления.
2. Отталкиваясь от полученной картины преступления, разыскивается единственно соответствующий ей обвиняемый.

При составлении представления о картине преступления Холмс использует строгую логику, которая позволяет по разрозненным и малозначащим в отдельности деталям восстановить единую картину так, как если бы он видел происшествие своими глазами.

По одной капле воды человек, умеющий мыслить логически, может сделать вывод о возможности существования Атлантического океана или Ниагарского водопада, даже если он не видал ни того, ни другого и никогда о них не слыхал. Всякая жизнь — это огромная цепь причин и следствий, и природу её мы можем познать по одному звену.
— «Этюд в багровых тонах»

Наблюдатель, основательно изучивший одно звено в серии событий, должен быть в состоянии точно установить все остальные звенья — и предшествующие, и последующие. Но чтобы довести искусство мышления до высшей точки — необходимо, чтобы мыслитель мог использовать все установленные факты, а для этого ему нужны самые обширные познания...
— «Пять апельсиновых зёрнышек»
Ключевыми моментами метода являются наблюдательность и экспертные знания во многих практических и прикладных областях науки, зачастую относящихся к криминалистике. Здесь проявляется специфический подход Холмса к познанию мира — сугубо профессиональный и прагматичный, кажущийся более чем странным людям, малознакомым с личностью Холмса. Обладая глубочайшими познаниями в таких специфических для криминалистики областях, как почвоведение или типографское дело, Холмс не знает элементарных вещей. К примеру, ему неизвестно, что Земля вращается вокруг Солнца, поскольку такого рода сведения, по его мнению, совершенно бесполезны в его работе.

Мне представляется, что человеческий мозг похож на маленький пустой чердак, который вы можете обставить, как хотите. Дурак натащит туда всякой рухляди, какая попадётся под руку, и полезные, нужные вещи уже некуда будет всунуть, или в лучшем случае до них среди всей этой завали и не докопаешься. А человек толковый тщательно отбирает то, что он поместит в свой мозговой чердак.
— «Этюд в багровых тонах»
Далее, используя свой метод, который Холмс называет дедуктивным, он вычисляет преступника. Обычный ход его рассуждений таков:

Отбросьте все невозможное; то, что останется — и будет ответом, каким бы невероятным он ни казался.
— «Знак четырёх»
Например, при расследовании дела о пропаже сокровищ Агры Холмс сталкивается с ситуацией, когда преступник по приметам и оставленным уликам оказывается человеком невысокого роста с ногой, как у ребёнка. Отбросив все варианты, Холмс останавливается на единственном: это малорослый дикарь с Андаманских островов, — каким бы парадоксальным ни выглядел этот вариант.
Тем не менее как минимум часть метода основана на индукции — заключении от частного к общему. Некоторые исследователи видят в качестве основания метода Холмса абдукцию.
Необычная способность Холмса по мельчайшим признакам совершать поразительные догадки вызывает постоянное изумление Ватсона и читателей рассказов. Сыщик использует и тренирует эту способность не только в ходе следствия, но и в быту. Как правило — впоследствии Холмс досконально разъясняет ход своих мыслей, который постфактум кажется очевидным и элементарным.

### Следствие
В большинстве случаев Холмс сталкивается с тщательно спланированными и сложно исполненными преступлениями. При этом набор преступлений достаточно широк — Холмс расследует убийства, кражи, вымогательства, шпионаж, а иногда ему попадаются ситуации, которые с первого взгляда (или в конечном итоге) вообще не имеют состава преступления (происшествие с королём Богемии, случай с Мэри Сазерленд, история человека с рассечённой губой, дело лорда Сент-Саймона, загадка человека с жёлтым лицом).
Шерлок Холмс предпочитает действовать в одиночку, в одном лице выполняя все функции следствия. Ему помогают доктор Ватсон и персонал Скотленд-Ярда, но это не носит принципиального характера. Холмс находит улики и, как эксперт, оценивает по ним причастность фигурантов преступления. Допрашивает свидетелей. Кроме того, зачастую Холмс непосредственно действует как агент сыска, занимаясь поиском улик и фигурантов, а также участвует в задержании.
Иногда Холмс может и отпустить преступника — если, по его мнению, преступление было оправданным («Дьяволова нога») или преступник заслуживает снисхождения («Голубой карбункул»).
Холмс не чужд различных уловок — использует грим, парики, меняет голос. В некоторых делах ему приходится прибегать к полному перевоплощению, что требует искусства актёра.
В некоторых делах на Холмса работает группа лондонских беспризорных мальчишек. В основном Холмс использует их в качестве соглядатаев, оказывающих ему помощь при расследовании дел.
Холмс ведёт подробную картотеку преступлений и преступников, а также пишет монографии в качестве учёного-криминалиста.
В то же время Холмс — очень плохой криминолог, так как редко задумывается о причинах преступности (например, в рассказе «Медные буки») и никогда не доводит своих рассуждений в этом направлении до конца, в отдельных случаях он ограничивается установлением мотивов конкретного преступления («Серебряный»). Эту черту отмечали советские рецензенты (например, К. Чуковский), подчёркивая «буржуазный» характер произведений Конана Дойла.

## Роль в культуре и литературе

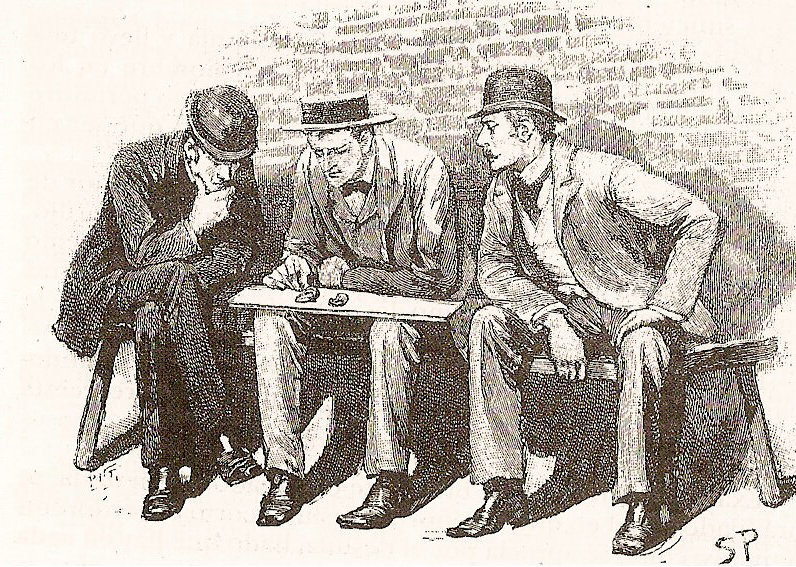
Холмс одет по моде. Иллюстрация 1892 года

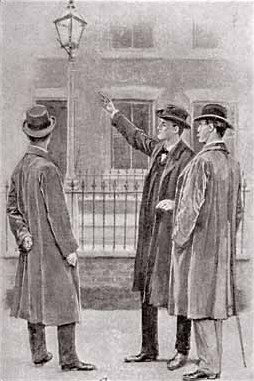
Холмс одет по моде. Иллюстрация 1904 года

Шерлок Холмс является одним из самых популярных литературных героев. Ещё при жизни Конана Дойла стали появляться авторы, пишущие рассказы о приключениях сыщика. В начале XX века российские писатели П. Никитин и П. Орловец создали цикл повестей о расследованиях Холмса в России. Рассказы о детективе писали также:
- сын Конана Дойла Адриан,
- Джон Диксон Карр,
- Эллери Куин,
- Морис Леблан,
- Стивен Кинг,
- Рекс Стаут,
- Марк Твен,
- Джулиан Саймонс,
- Борис Акунин,
- Сергей Лукьяненко,
- Михаил Харитонов (Константин Крылов),
- Энтони Горовиц
- Кэрол Нельсон Дуглас[англ.]
- и даже президент США Франклин Рузвельт.

Произведения о Шерлоке Холмсе, написанные другими авторами, совместно называются шерлокиада, шерлокиана или холмсиана.
В целом, культурное влияние образа весьма велико. В соответствии с опросом, проведённым британской социологической ассоциацией Ask Jeeves в 2011 году, в среднем каждый пятый британец считает, что Шерлок Холмс реально существовал.
В числе прочего детективы про Шерлока Холмса способствовали росту числа теорий заговора: многие читатели стали использовать дедуктивный метод вымышленного сыщика, чтобы объяснять окружающую действительность.

## Мистификации
Рассказ «Смерть русского помещика» писателя Сергея Борисова — мистификация сочинения сэра Артура Конана Дойла. Борисов в предисловии сообщает: «…в два дня написал рассказ „Смерть русского помещика“. Дескать, сидят Шерлок Холмс и Уотсон (писать следует так, если следовать первым переводам Конана Дойла) у себя на Бейкер-стрит, и беседуют о романе Фёдора Михайловича. Уотсон все вопросы задаёт, а сыщик льёт на доктора ушаты холодной воды, доказывая цитатами из книги и логическими умозаключениями, что Карамазова-старшего мог убить любой из его сыновей, даже такой кроткий на вид Алёша. А чтобы рассказ приобрёл необходимую достоверность, я снабдил его множеством ссылок, в том числе на тот „неоспоримый“ факт, что, приехав в Лондон (было), Достоевский, гостя у Герцена (было), встретился там с представителями семейства Холмсов (не было и быть не могло) — папой-Холмсом и его отпрысками, Майкрофтом и Шерлоком».

## Память

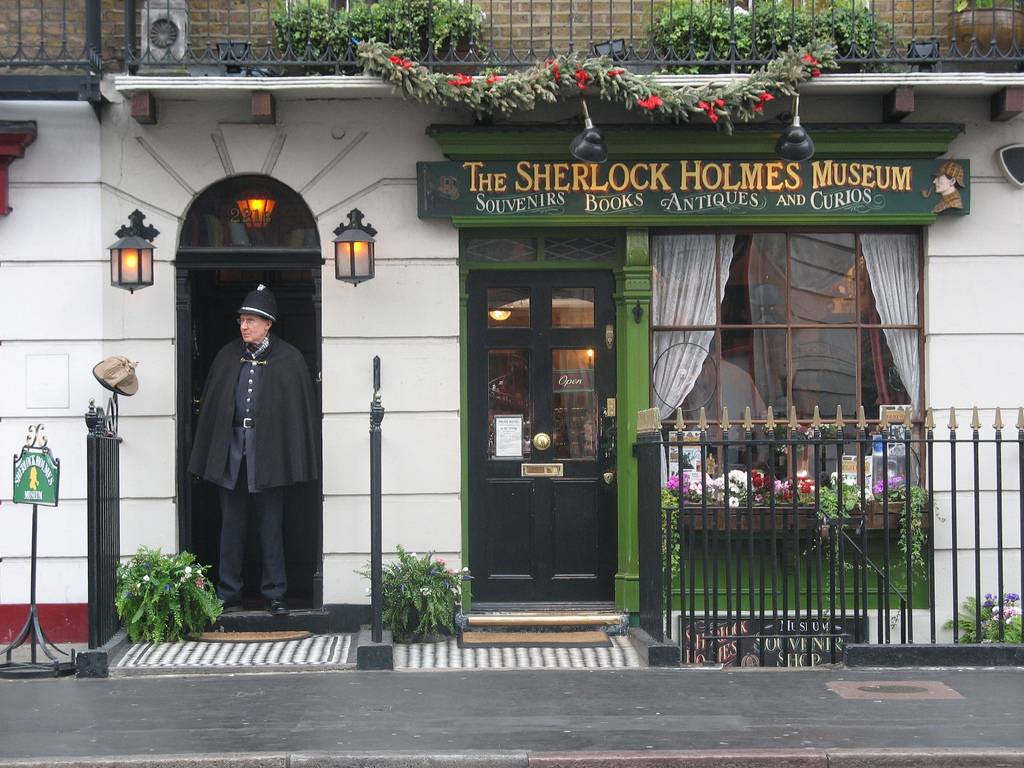
Музей Шерлока Холмса на Бейкер-стрит, 221Б
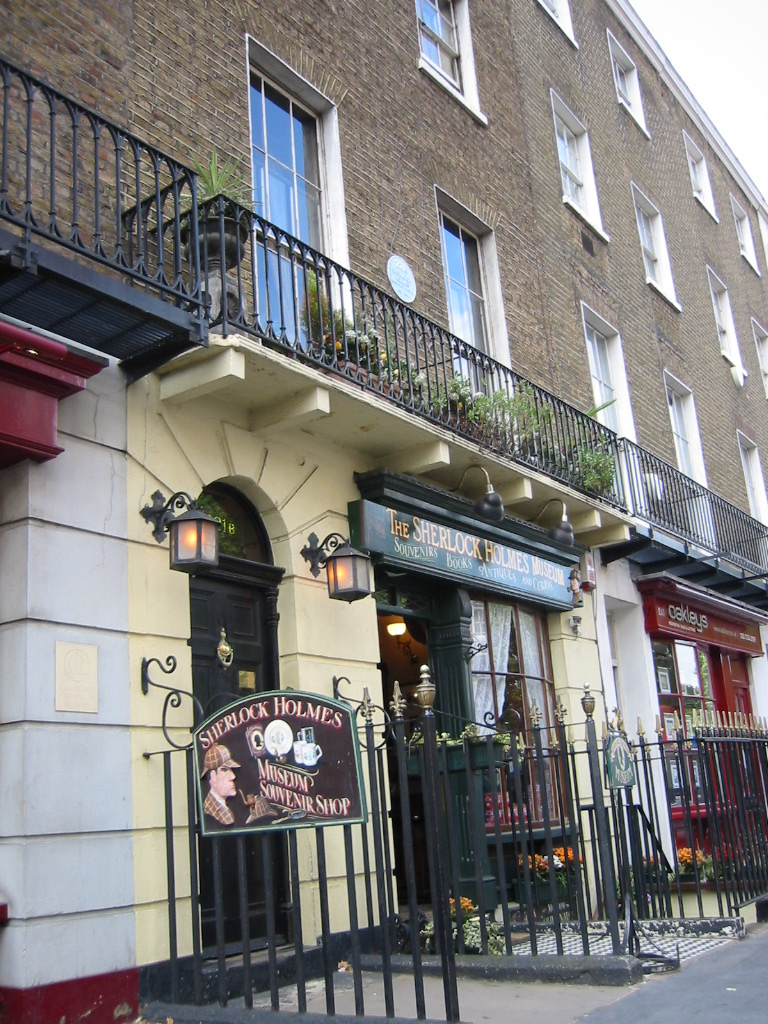
Музей Шерлока Холмса на Бейкер-стрит, 221Б
Памятник Шерлоку Холмсу и доктору Ватсону в Москве
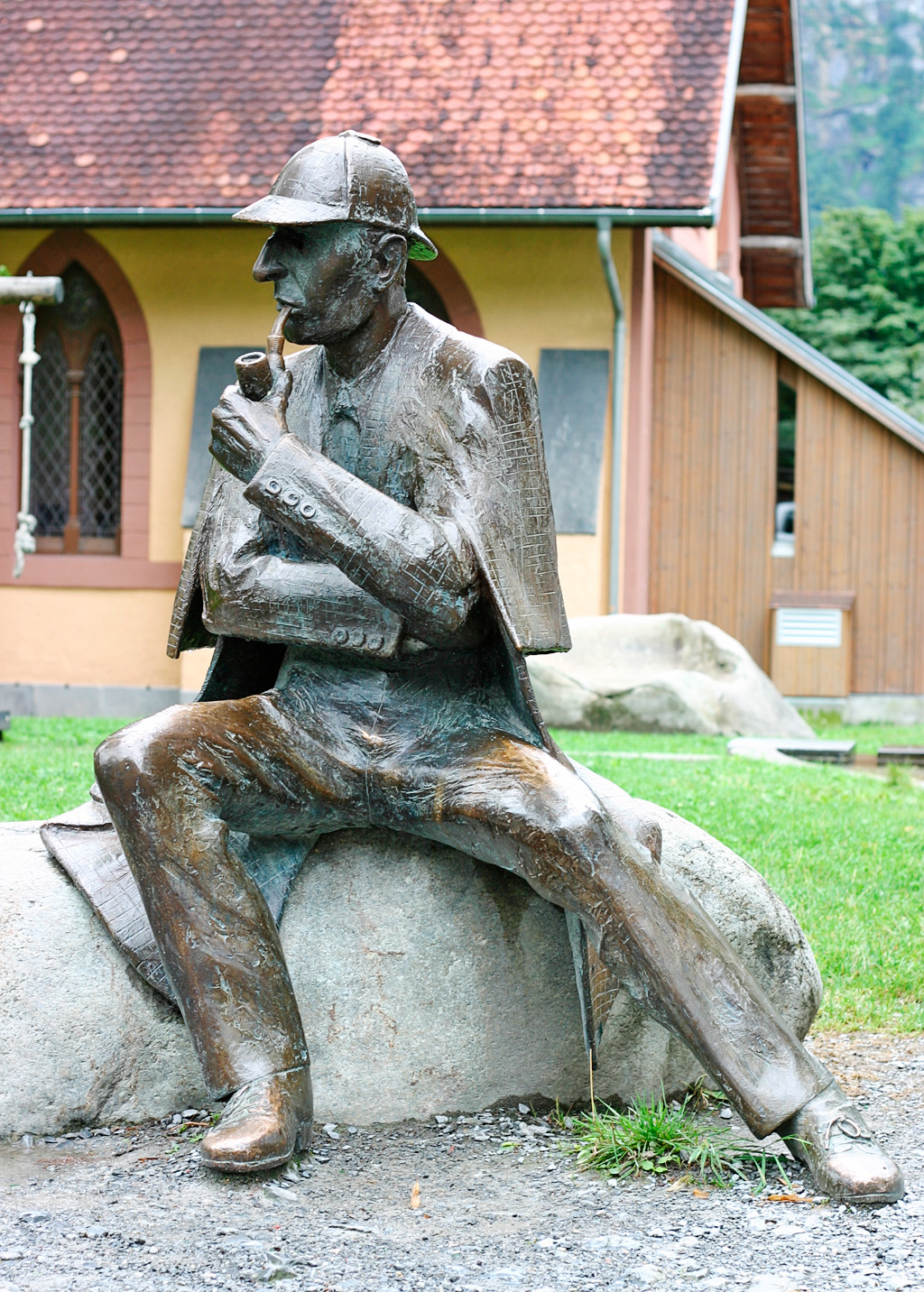
Памятник Шерлоку Холмсу в Швейцарии

В 1973 году почта Никарагуа выпустила серию почтовых марок с изображениями самых знаменитых сыщиков в истории литературы (одной из которых стала марка с портретом Шерлока Холмса).
В 2007 году монетный двор Новой Зеландии выпустил памятную серию из четырёх серебряных монет, посвящённую годовщине выхода в свет первой книги о Холмсе. На реверсе каждой монеты изображены основные персонажи «Приключений Шерлока Холмса» в исполнении советских актёров: Ливанова и Соломина, Михалкова и других.
27 апреля 2007 года в Москве на Смоленской набережной открылся памятник Шерлоку Холмсу и доктору Ватсону работы Андрея Орлова. В скульптурах угадываются лица актёров Василия Ливанова и Виталия Соломина, исполнявших в своё время роли соответственно Шерлока Холмса и доктора Ватсона.
В Великобритании проходят выставки, посвящённые Шерлоку Холмсу. Крупнейшая за последние 60 лет (под названием «Шерлок Холмс: Человек, который никогда не жил и никогда не умрёт») открылась в 2014 году.
В мае 2019 года к 160-летию со дня рождения Артура Конан Дойла Королевский монетный двор Великобритании выпустил монету с изображением Шерлока Холмса достоинством в 50 пенсов. На ней изображена фигура детектива и перечислены самые популярные из его приключений, прочитать которые возможно только с помощью лупы.

## Факты
- Родоначальником подобного дедуктивно-детективного жанра является, вопреки распространённому мнению, не Конан Дойл, а Эдгар По с его рассказом «Убийство на улице Морг». При этом сам Холмс весьма презрительно отзывался о дедуктивных способностях Огюста Дюпена, главного героя «Убийства на улице Морг» (повесть «Этюд в багровых тонах»).
- Во времена написания рассказов о Холмсе дома с адресом Бейкер-стрит, 221b не существовало. По сути, он не существует и сейчас — номера домов с 215 по 229 относятся к зданию Abbey National[англ.]. Однако на этот адрес непрерывно поступал поток писем. В фирме, расположенной по этому адресу, даже существовала должность сотрудника для обработки писем Шерлоку Холмсу. Впоследствии адрес «Бейкер-стрит, 221b» был официально присвоен дому, в котором расположился музей Шерлока Холмса в виде его квартиры (несмотря на то, что для этого пришлось нарушить порядок нумерации домов на улице, поскольку фактически это дом 239).
- Конан Дойл считал несерьёзными свои рассказы о Холмсе, поэтому решил его «убить». После публикации рассказа «Последнее дело Холмса» на писателя посыпался ворох гневных писем. Существует неподтверждённая легенда о письме королевы Виктории Конану Дойлу, в котором королева предполагала, что смерть Шерлока Холмса — лишь хитрый ход сыщика. И писателю пришлось «оживить» персонажа.

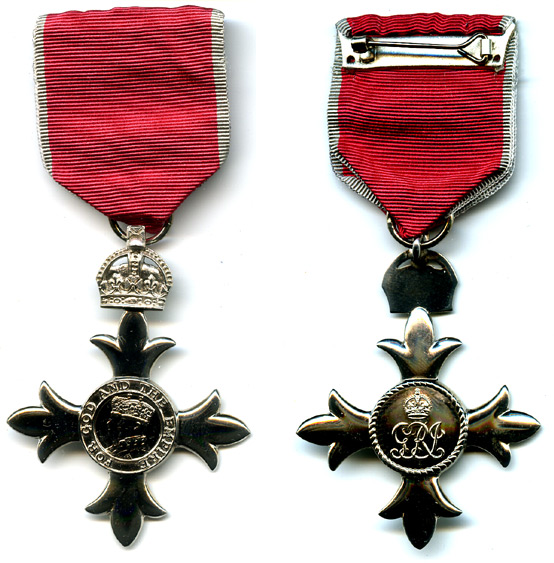
Знак члена ордена Британской империи — аверс и реверс.

- С 23 февраля 2006 года можно говорить и о государственном уровне этого признания — Василий Ливанов награждён орденом Британской империи[37]. На основе фильма в 2000 году был снят телесериал «Воспоминания о Шерлоке Холмсе» с обрамляющим сюжетом о Конане Дойле, но популярности он не завоевал, а запомнился судебными разбирательствами за право показа[38].
- Шерлок Холмс и доктор Ватсон являются действующими персонажами повести Бориса Акунина «Узница башни, или Краткий, но прекрасный путь трёх мудрых» (сб. «Нефритовые чётки»)[39], в которой они вместе с Эрастом Фандориным противоборствуют Арсену Люпену.
- В трилогии Лукьяненко «Остров Русь» лучший английский сыщик всех времён Шерлок Холмс вместе с доктором Ватсоном ищет российских подростков Костю и Стаса, которых Кащей спрятал в одном из «книжных» миров. Там же выясняются некоторые неопубликованные Конаном Дойлом детали биографии сыщика и его помощника.[40]

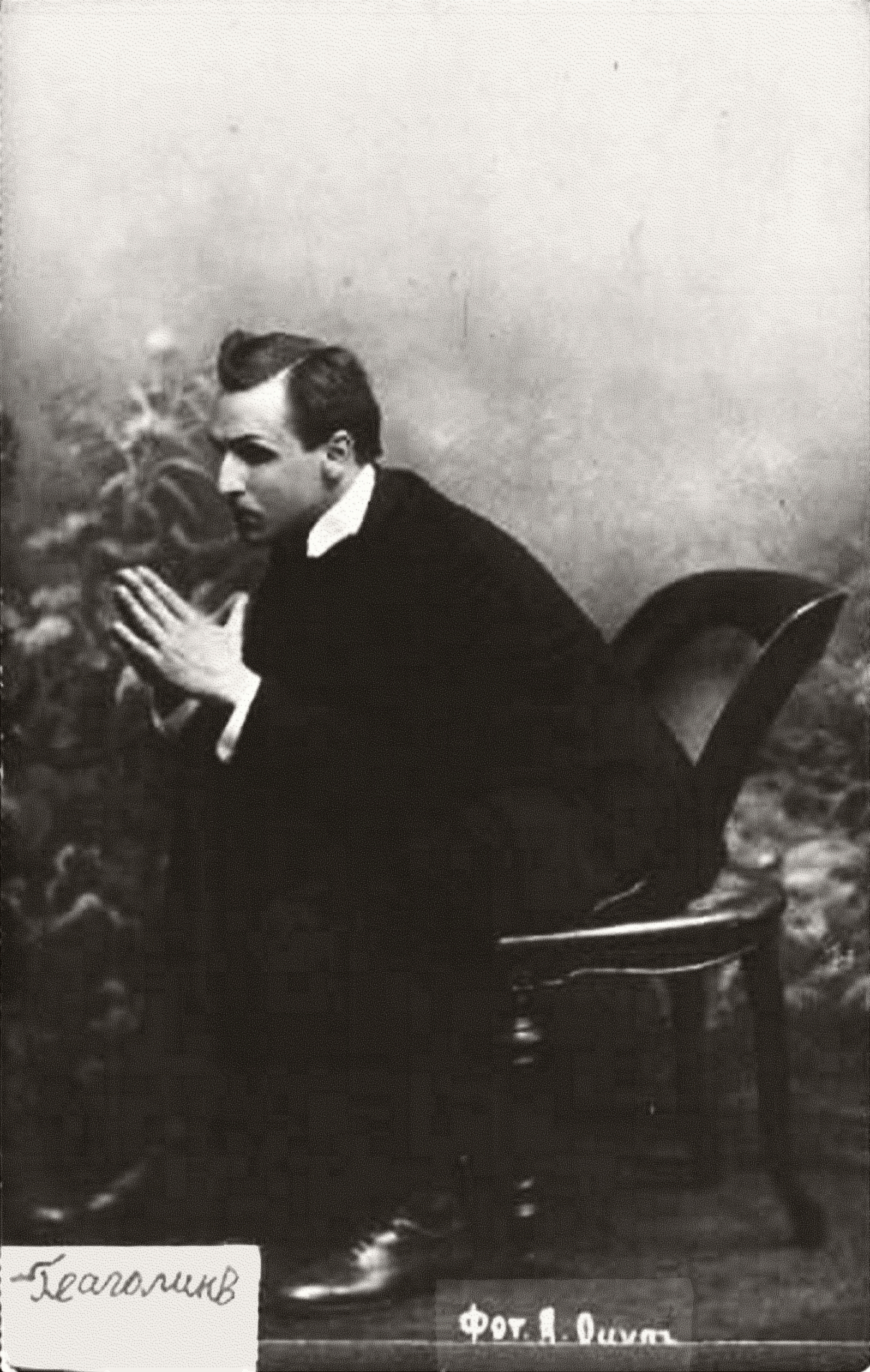
Борис Глаголин — первый исполнитель Шерлока Холмса на русской сцене.

- В одной из серий сериала «Звёздный путь: Следующее поколение» (англ. «Star Trek: The Next Generation, TNG»), андроид Дейта играет роль Холмса в эмуляторе реальности, моментально, без подготовки и расследования, раскрывая любое преступление, которое «придумывает» компьютер. Джорди Ла Форж, главный инженер корабля, предлагает компьютеру создать персонажа, который мог бы победить мыслительные процессы андроида Дейты, — «ибо скучно». Персонаж, который создаёт компьютер, ведёт себя как «гений преступного мира» Мориарти, ставит в тупик Дейту и под угрозу — безопасность корабля, требуя признать себя существом, равным людям (намёк на «Cogito, ergo sum»). Капитан корабля Жан-Люк Пикард обещает существу, что запись его личности не будет стёрта до тех пор, пока появится возможность сделать его человеком. Персонаж соглашается и позволяет прекратить действие эмулятора реальности, в котором он существует.
- Знаменитая фраза «Элементарно, Ватсон!» (англ. «Elementary, my dear Watson») никогда не встречалась в произведениях Конана Дойла (Холмс говорил «Элементарно», но без добавления имени Ватсона), а была выдумана Пи Джи Вудхаусом в 1915 году (роман «Псмит-журналист»)[41][42].Через 14 лет после выпуска книги фраза: «Элементарно, Ватсон!» прозвучала в американском фильме «Возвращение Шерлока Холмса». Это был первый звуковой фильм о Шерлоке Холмсе (Ватсон: Потрясающе, Холмс!, Холмс: Элементарно, мой дорогой Ватсон, элементарно!). В 1935 году Шерлок Холмс произнес фразу «Элементарно, Ватсон!» в английском фильме «Триумф Шерлока Холмса». Со временем эта популярная фраза стала визитной карточкой Шерлока Холмса.
- В силу законодательства об авторском праве произведения о Холмсе оказались разделены: в 2014 году произведения написанные до 1923 года перешли по решению суда в общественное достояние, а более поздние произведения о Холмсе остались защищены авторским правом (эта ситуация привела в 2020 году к иску правообладателей на создателей фильма о младшей сестре Холмса, так как по мнению наследников Артура Конан Дойла, в фильме показаны «эмпатия и отношение к людям», свойственные Холмсу в рассказах, написанных после 1923 года)[43].

## Экранизации
По числу экранизаций история о Шерлоке Холмсе и докторе Ватсоне попала в Книгу рекордов Гиннесса. На данный момент насчитывается около 210 кинофильмов, сериалов, анимационных фильмов с участием сыщика. В списке приведены исполнители роли Шерлока Холмса, если не указано другое.

### США
- Приключения Шерлока Холмса (Бэзил Рэтбоун) — цикл из 14 фильмов 1939—1946 годов, ряд фильмов снят по оригинальным сюжетам, действие перенесено в 1940-е годы.
- «Великий мышиный сыщик» — мультипликационный фильм Walt Disney Pictures 1986 года, основанный на серии повестей Ив Титус «Бэйзил с Бэйкер-стрит» (1958—1982). Является прямой отсылкой к Шерлоку Холмсу и Доктору Ватсону, где роли главных героев исполняют две мышки: Бэйзил с Бэйкер-стрит и Дэвид Доусон — которые противостоят профессору Рэтигану и его банде преступников. Так как Бэйзил и миссис Джадсон живут в доме Шерлока Холмса, в этом мультипликационном фильме можно заметить эпизодическое появления героев Артура Конана Дойла.
- «Бэтмен: Отважный и смелый» — анимационный сериал про супергероя Бэтмена; 15 серия 1 сезона, в которой Бэтмен попадает в прошлое и встречает Шерлока Холмса и Доктора Ватсона.
- «Шерлок Холмс» (2009), «Шерлок Холмс: Игра теней» (2011) и «Шерлок Холмс 3» (2024) — фильмы Гая Ричи, в роли Шерлока Холмса — Роберт Дауни-младший.
- «Шерлок Холмс (Угроза из прошлого)» (2010) — мокбастер к первому фильму Гая Ричи.
- «Элементарно» (2012—2019) — сериал о Холмсе и Ватсоне, действие которого происходит в наши дни в США. Шерлока играет Джонни Ли Миллер. Кроме изменения времени и места, меняются персонажи. Шерлок Холмс — героинщик в завязке, Джоан Ватсон — женщина, никогда не была на войне.
- «Холмс & Ватсон» (2018) — американский комедийный фильм режиссёра Итана Коэна.
- «Гриффины» — американский анимационный ситком; 13 серия 16 сезона, вышедшая в 2018 году, посвящена Шерлоку Холмсу.

### Великобритания

Джереми Бретт в роли Шерлока Холмса

- «Собака Баскервилей» (1959) — фильм ужасов студии Hammer Film Productions с Питером Кушингом и Кристофером Ли в главных ролях.
- «Убийство по приказу» (1979) — совместный британо-канадский триллер о противостоянии Шерлока Холмса и Джека Потрошителя. Холмса сыграл Кристофер Пламмер.
- «Без единой улики» (1988) — (иногда — «Без единой зацепки», «Безо всяких улик», англ. Without A Clue) — криминальная комедия о Шерлоке Холмсе и докторе Ватсоне.
- «Приключения Шерлока Холмса» (1985—1994) — сериал. В главной роли — Джереми Бретт.
- «Шерлок» (2010—2017) — сериал с Бенедиктом Камбербэтчем в роли Шерлока Холмса, действие происходит в современной Англии.
- «Энола Холмс» (2020) — феминизированный подростковый фильм, в котором главная роль отведена придуманной сестре Шерлока — малолетней Эноле. Генри Кавилл в роли Шерлока Холмса.
- «Нерегулярные части» (2021) — сериал в жанре мистического детектива, в центре сюжета которого лондонские подростки, выполняющие поручения сыщика. Холмса играет Генри Ллойд-Хьюз.
- Энола Холмс 2 (2022)

### СССР
- «Из рассказов о Шерлоке Холмсе» (1968, Николай Волков)
- «Первое дело доктора Уотсона» (1968, Николай Волков)
- «Министры и сыщики» (1969, фильм-спектакль, Василий Лановой)
- «Собака Баскервилей» (1971, Николай Волков)
- «Вот моя деревня» (1972, Юрис Стренга)
- «Голубой карбункул» (1979, Альгимантас Масюлис)
- «Приключения Шерлока Холмса и доктора Ватсона» (1979—1986, Василий Ливанов)
- «Мы с Шерлоком Холмсом» (1985) — в мультфильме, пародирующем экранизации рассказов «Сокровища Агры» и «Последнее дело Шерлока Холмса», доктора Ватсона заменяет дог.
- «Мой нежно любимый детектив» (1986) — в фильме-пародии действуют детективы мисс Ширли Холмс (Екатерина Васильева) и мисс Ватсон.

### Россия
- «Воспоминания о Шерлоке Холмсе» (2000) — дополненная, с рассказом о жизни Конана Дойла, версия телесериала 1979—1986 годов.
- «Шерлок Холмс» (2013) — 8-серийный телесериал, в котором рассказы Конана Дойла адаптированы в виде сюжетов-гибридов. В некоторых сериях использованы мотивы ранее не экранизированных историй, и каждая представляет собой отдельное направление жанра «детектив» (готика, политика, романтика и т. д.). В роли Холмса — Игорь Петренко, также сыгравший Майкрофта.
- «Шерлок в России» (2020) — 8-серийный телесериал по оригинальному сценарию. Холмс в погоне за Джеком-потрошителем отправляется в одиночку в Санкт-Петербург, где вскоре тоже начинает расследовать преступления при поддержке своего нового друга — доктора Карцева. В роли Холмса — Максим Матвеев.

### Украина
- «Новые приключения Шерлока Холмса» — пародийный мини-сериал в комедийном скетч-шоу «Шоу долгоносиков» (1996—1999), выходившем на телеэкранах Украины и РФ. В главных ролях В. Андриенко и В. Опалев.
- «Шерлок Холмс и доктор Ватсон: Убийство лорда Уотербрука» (2005) и «Шерлок Холмс и чёрные человечки» (2012) — юмористическая анимационная дилогия, пародирующая советскую многосерийную экранизацию.
- «Шерлох» (сериал-пародия, 2015, в роли Евгений Кошевой)

### Япония
- «Мисс Шерлок[англ.]» (2018) — сериал, снятый телекомпанией HBO Asia. Сериал очень напоминает британского «Шерлока», но с японским колоритом. Его действие разворачивается в наши дни в Японии, в основном в Токио и его окрестностях. Помимо изменения времени и места действия, меняются и персонажи. Обе заглавные героини — девушки. Роль Шерлока исполняет Юко Такэути[англ.]. Шерлок — гениальная, но эксцентричная девушка, детектив-консультант по имени Сара Шелли Футаба («Шерлок» — это её псевдоним). Играет на виолончели. Живёт в Токио, в доме № 221В. Трубку не курит, наркотики не употребляет, зато в огромных количествах жуёт шоколадки. Её подруга и напарница — доктор Вато («Вато-сан») Татибана (актриса Сихори Кандзия[англ.]). Девушка — доктор по линии Красного креста, вернувшаяся с войны в Сирии. Дораму планировали продлить на второй сезон, однако проект был закрыт в связи со смертью исполнительницы главной роли. Актриса Юко Такэути скончалась 27 сентября 2020 года, в возрасте 40 лет[45].
- «Kabukichou Sherlock» (Шерлок из Кабуки-тё) — оригинальный аниме-сериал, повествующий о приключениях знаменитого дуэта в самом хаотичном районе Токио. Премьера сериала состоялась 11 октября 2019 года.
- «Moriarty the Patriot» (Патриотизм Мориарти) — история повествует об Уильяме Мориарти — молодом и талантливом человеке с выдающимися умственными способностями, который бросает вызов обществу против классовой дискриминации, пытаясь создать идеальный государственный строй, где каждый будет иметь равные права.

## Компьютерные игры
- Sherlock (1984) (Philip Mitchell) (PC)
- Sherlock Holmes: Another Bow (1984) (Bantam Software) (PC, Commodore 64)
- Sherlock Holmes: The Vatican Cameos (1986) (Ellicott Creek) (PC, Apple II)
- Young Sherlock: The Legacy of Doyle (1987) (Pack-In-Video) (MSX)
- Sherlock Holmes: A Matter of Evil (1988) (Creative Juices) (ZX81/Spectrum)
- Sherlock Holmes: The Lamberley Mystery (1990) (Zenobi Software) (ZX81/Spectrum)
- 221B Baker Street (1987) (Datasoft) (PC and Mac)
- Sherlock: The Riddle of the Crown Jewels (1988) (Infocom)
- Трилогия от Towa Chiki:
  - Sherlock Holmes: Hakushaku Reijou Yuukai Jiken / Sherlock Holmes: The Case of the Count’s Abducted Daughter (1986) (Towa Chiki) (NES)
  - Meitantei Holmes: Kiri no London Satsujin Jiken / Great Detective Holmes: A Case of Murder in London Fog (1988) (Towa Chiki) (NES)
  - Meitantei Holmes: M-Kara no Chousenjou / Great Detective Holmes: A Challenge from M (1989) (Towa Chiki) (NES)
- Sherlock Holmes: Loretta no Shouzou (1987) (Sega) (Sega Master System)
- Трилогия от ICOM Simulations:
  - Sherlock Holmes: Consulting Detective Vol. I (1992) (ICOM Simulations) (PC, Sega CD, TurboGrafx-CD)
  - Sherlock Holmes: Consulting Detective Vol. II (1992) (ICOM Simulations) (PC, Sega CD, TurboGrafx-CD)
  - Sherlock Holmes: Consulting Detective Vol. III (1993) (ICOM Simulations) (PC, Sega CD, TurboGrafx-CD)
- Sherlock Holmes: Consulting Detective (1999) (Infinite Ventures) (DVD Player, interactive movie game)
- Дилогия от Mythos Software:
  - The Lost Files of Sherlock Holmes: The Case of the Serrated Scalpel (1992) (Mythos Software) (PC, 3DO — 1994)
  - The Lost Files of Sherlock Holmes: The Case of the Rose Tattoo (1996) (Mythos Software) (PC)
- Шерлок Холмс: Возвращение Мориарти (2000) (Buka Entertainment) (PC)
- Игры от Frogwares:
  - Шерлок Холмс: Пять египетских статуэток (2002) (Frogwares) (PC, Nintendo DS)
  - Шерлок Холмс: Загадка серебряной серёжки (2004) (Frogwares) (PC)
  - Шерлок Холмс и секрет Ктулху (2007) (Frogwares) (PC)
  - Шерлок Холмс против Арсена Люпена (2007) (Frogwares) (PC)
  - Adventures of Sherlock Holmes: The Mystery of the Persian Carpet (2008) (Frogwares) (PC)
  - Sherlock Holmes: The Hound of the Baskervilles (2010) (Frogwares) (PC)
  - Sherlock Holmes versus Jack the Ripper (2009) (Frogwares) (PC) (X360)
  - Sherlock Holmes and the Mystery of Osbourne House (2011) (Frogwares) (Nintendo DS)
  - The Testament of Sherlock Holmes (2012) (Frogwares) (PC, X360, PS3)
  - Sherlock Holmes and the Mystery of the Frozen City (2012) (Frogwares) (Nintendo 3DS)
  - Sherlock Holmes: Crimes & Punishments (2014) (Frogwares) (PC, X360, Xbox One, PS3, PS4)
  - Sherlock Holmes: The Devil’s Daughter (2016) (Frogwares) (PC, Xbox One, PS4)
  - Sherlock Holmes: Chapter One (2021) (Frogwares) (PC, Xbox One, Xbox Series X, PS4, PS5)
  - Sherlock Holmes: The Awakened (2023) (Frogwares) (PC, Xbox One, Xbox Series X, PS4, PS5)
- Игры по мотивам фильмов Гая Ричи:
  - Sherlock Holmes: The Official Movie Game (2009) (Gameloft) (cell phone game)
  - Sherlock Holmes Mysteries (2009) (Warner Bros.) (iPhone/iPod/iPad-2010)
  - Sherlock Holmes 2: Checkmate (2011) (Sticky Game Studios) (PC, Mac online game)
- Sherlock Holmes Trivia (2009) (Phoenix Venture, LLC) (iPhone/iPod)
- Sherlock Holmes: The Game is Afoot (2009) (Mobile Deluxe) (iPhone/iPod)
- Detective Holmes — Hidden Objects (2010) (Warelex) (iPhone/iPod)
- Holmes (2011) (lukassen) (iPhone/iPod)
- Дилогия от Legacy Interactive:
  - The Lost Cases of Sherlock Holmes (2008) (Legacy Interactive) (Mac, PC)
  - The Lost Cases of Sherlock Holmes, Vol. 2 (2010) (Legacy Interactive) (Mac, PC)
- Дилогия от gameX/Greenstreet Games:
  - Sherlock Holmes — The Case of the Vanishing Thief (2004) (gameX/Greenstreet Games) (PC)
  - Sherlock Holmes: The Case Of The Time Machine (2006) (gameX/Greenstreet Games) (PC)